# Sender Heubach
Der Sender Heubach ist ein 142 Meter hoher Fernmeldeturm der Deutschen Telekom AG auf dem Glasenberg bei Heubach in Baden-Württemberg. Er dient neben dem Richtfunk, dem Mobilfunk und dem BOS-Funk der Verbreitung von UKW-Hörfunk und dem Amateurfunkdienst.

## Geschichte

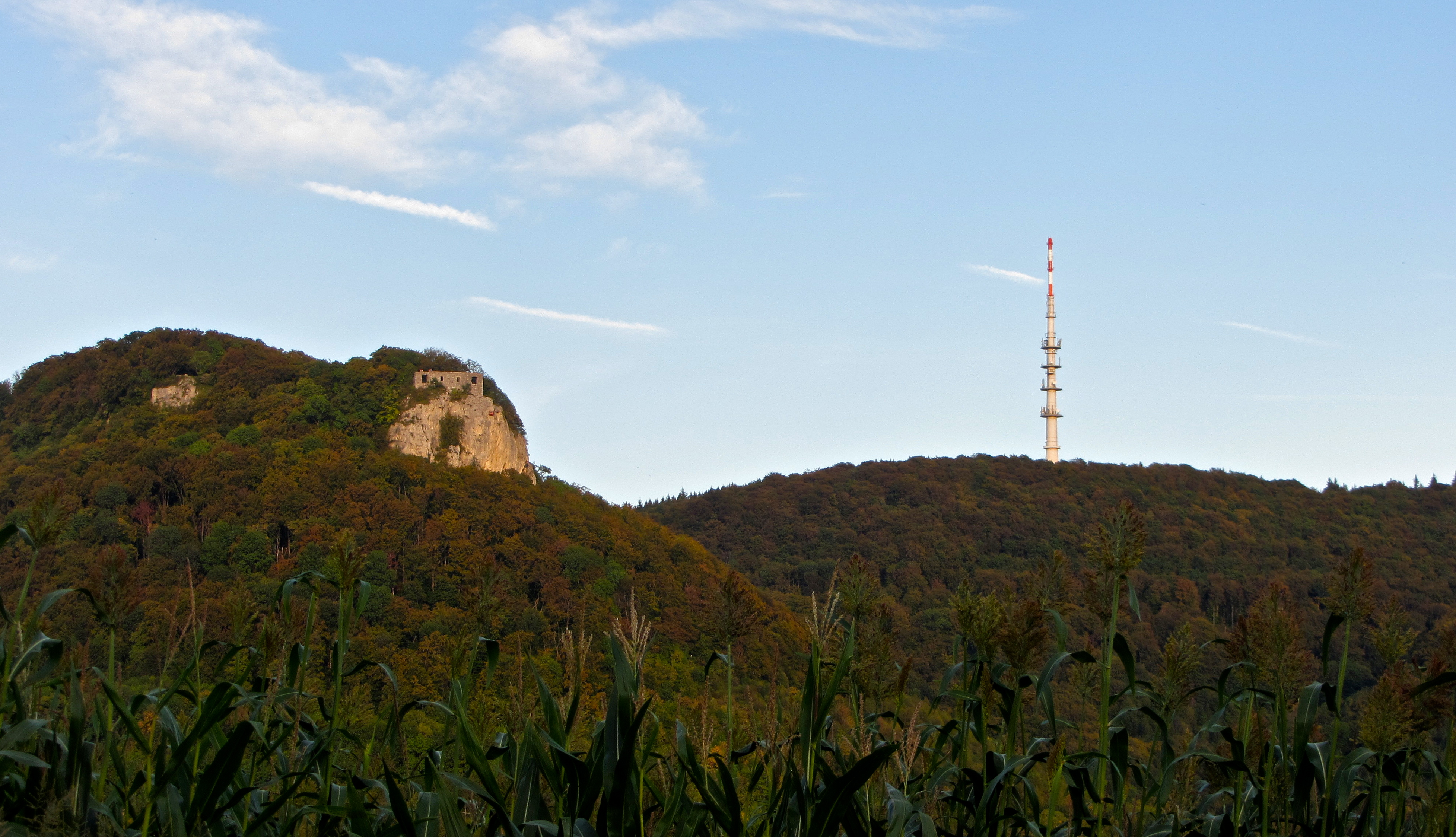
Der Sender Heubach neben der Ruine Rosenstein

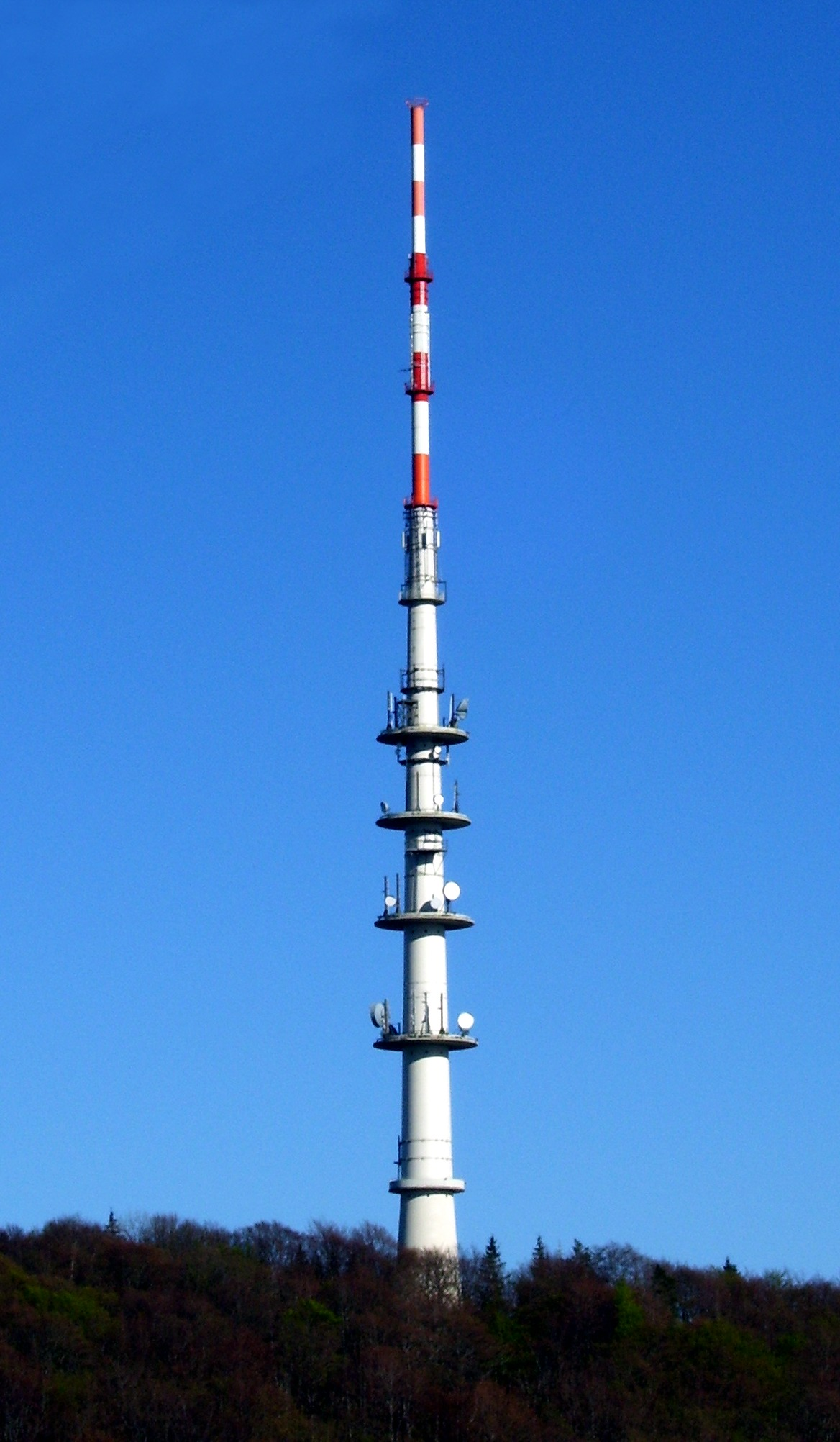
Sendeturm vor dem Abbau der Fernsehantenne

1960 begannen Verhandlungen zwischen der Deutschen Bundespost und der Stadt Heubach um den Bau eines Funkturms, um den Telefonverkehr auszubauen und die Ausstrahlung des zweiten Fernsehprogramms zu ermöglichen. Die Standortalternativen waren der Rosenstein, der als funktechnisch besser geeignet galt, und der später verwirklichte Standort Glasenberg, der unter Landschaftsschutzaspekten bevorzugt wurde. Bei den Verhandlungen wurde eine Aussichtsplattform zunächst auf 40 Meter, später auf 25 Meter Höhe vereinbart, das Grundstück überließ die Stadt unentgeltlich der Bundespost. Der Bauvertrag wurde am 27. Dezember 1962 unterzeichnet. Der Turm wurde am 1. Januar 1966 in Betrieb genommen und war damals 162,5 Meter hoch.
Die analoge Verbreitung der beiden Fernsehprogramme wurde am 5. November 2008 eingestellt, da diese mit dem Sendestart des digitalen Fernsehens DVB-T in der Region Ostwürttemberg vom Sender Aalen ausgestrahlt werden. Am 11. Januar 2009 wurde der GFK-Zylinder mit den nicht mehr benötigten Fernsehantennen entfernt, wodurch sich die Gesamthöhe des Fernmeldeturms Heubach um 20 Meter reduzierte.

## Ausstattung
Im Unterschied zu den meisten Fernmeldetürmen ohne Betriebskanzel verfügt der Heubacher Turm über eine für die Öffentlichkeit zugängliche Aussichtsplattform, welche sich in einer Höhe von 25 Metern befindet und über eine Treppe mit 139 Stufen zugänglich ist. Diese Plattform ist aber nur sporadisch für den Publikumsverkehr geöffnet. Zurzeit verantwortlich für die Aussichtsplattform ist die Ortsgruppe Heubach des Schwäbischen Albvereins.
Der Fernmeldeturm Heubach gehört dem seltenen Typ D der Typentürme der ehemaligen Bundespost an, von dem nur fünf Exemplare gebaut wurden.

## Frequenzen und Programme

### Analoges Radio (UKW)
Beim Antennendiagramm sind im Falle gerichteter Strahlung die Hauptstrahlrichtungen in Grad angegeben.
| Frequenz (in MHz) | Programm | RDS PS   | RDS PI                | Regionalisierung  | ERP (in kW) | Antennendiagramm rund (ND)/gerichtet (D) | Polarisation horizontal (H)/vertikal (V) |
| ----------------- | -------- | -------- | --------------------- | ----------------- | ----------- | ---------------------------------------- | ---------------------------------------- |
| 105,1             | big fm   | _bigFM__ | D8A9 (regional), D3A9 | Baden-Württemberg | 0,75        | D (340°–300°)                            | H                                        |

### Analoges Fernsehen
Bis zur Umstellung auf DVB-T wurden folgende Programme in analogem PAL gesendet:
| Kanal | Frequenz (MHz) | Programm                        | ERP (kW) | Sendediagramm rund (ND)/ gerichtet (D) | Polarisation horizontal (H)/ vertikal (V) |
| ----- | -------------- | ------------------------------- | -------- | -------------------------------------- | ----------------------------------------- |
| 29    | 535,25         | ZDF                             | 160      | ND                                     | H                                         |
| 52    | 719,25         | SWR Fernsehen Baden-Württemberg | 150      | ND                                     | H                                         |

### Amateurfunk
Auf dem Fernmeldeturm befinden sich auch zwei Amateurfunk-Relais mit dem Rufzeichen DB0SBG für das 70- und 23-cm-Band. Die Relais sind abgebaut (Stand 2017).